# Cheval à Madagascar
Le cheval à Madagascar, vraisemblablement introduit par le roi Radama Ier, connaît une période d'essor dans son élevage jusqu'au début du XXe siècle, puis un grand déclin. En 2013, il ne reste plus qu'environ 350 chevaux sur cette île.

## Histoire

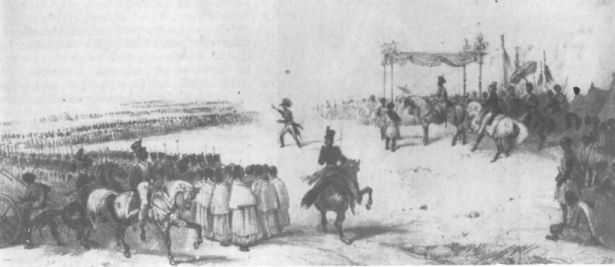
Le roi Radama Ier passant en revue son armée avec des chevaux.

Le premier cheval importé en Imerina est vraisemblablement un cadeau diplomatique pour le roi Radama Ier, de la part du gouverneur anglais de l'île Maurice. Radama Ier apprend l'équitation, ce qui lui permet de voyager à cheval à Toamasina en 1827. Il modernise également son armée, en la dotant d'une cavalerie.
Lorsque les Français arrivent à Madagascar, l'île héberge environ 350 chevaux. L'administration française met en place une série de mesures pour favoriser l'élevage équin, notamment par l'importation d'étalons et de juments de race Anglo-arabe, Arabe, Abyssinien, et de chevaux australiens. Des dépôts de chevaux sont créés à Tananarive, Fianarantsoa et Tamatave. Les meilleurs chevaux locaux sont présentés en exposition, et courent sur hippodrome.
Au début du XXe siècle, Madagascar compte environ 3 000 chevaux, pour la plupart des poulinières, de tailles et d'origines très variables, de sorte qu'il serait erroné de parler d'une « race malgache ». En 1913, un autre recensement donne environ 2 000 chevaux. 
En 2013, après un long déclin continu de la population équine, une convention est signée à Ampandrianomby pour améliorer la formation des vétérinaires malgaches en médecine équine.

## Pratiques
Le tourisme équestre sur les hauts plateaux malgaches est possible.

## Élevage
En 2013, d'après le ministère de l'Élevage, la population chevaline malgache est estimée à 350 têtes, essentiellement des chevaux adaptés au climat de l'île. Ils sont décrits dans un documentaire, diffusé sur Equidia en 2016, comme formant une « race malgache ». La base de données DAD-IS ne cite en revanche aucune race de chevaux élevée à Madagascar.
Historiquement, les malgaches pratiquaient l'élevage du cheval comme celui des bovins, avec un minimum de frais et de peines.

## Culture

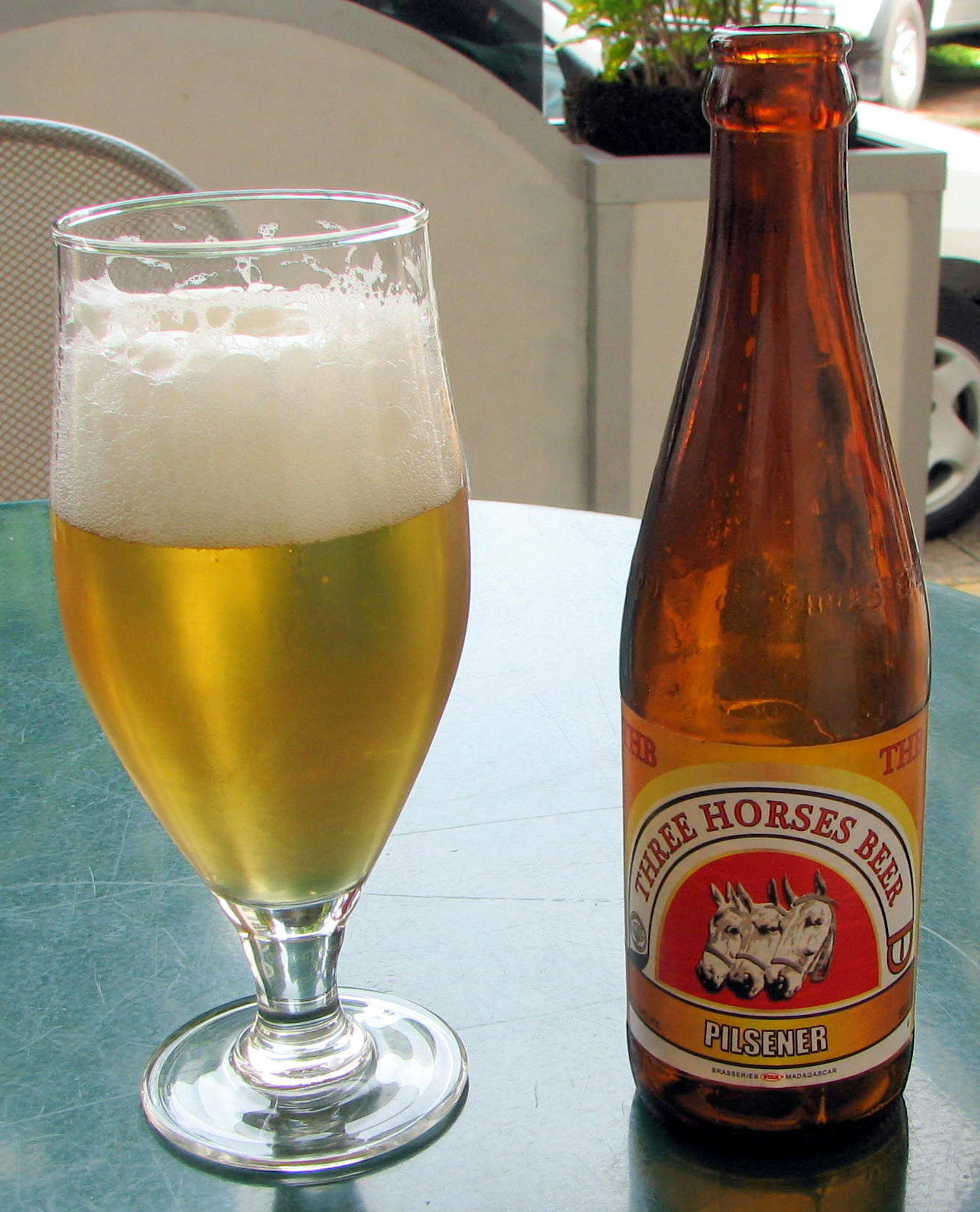
Bouteille et verre de Three Horses Beer.

La première bière malgache à avoir été brassée et commercialisée localement (en 1958) se nomme la Three Horses Beer (« Bière trois chevaux »), et arbore une étiquette jaune avec la tête de trois chevaux.